# Wildgehege Schonnebeck

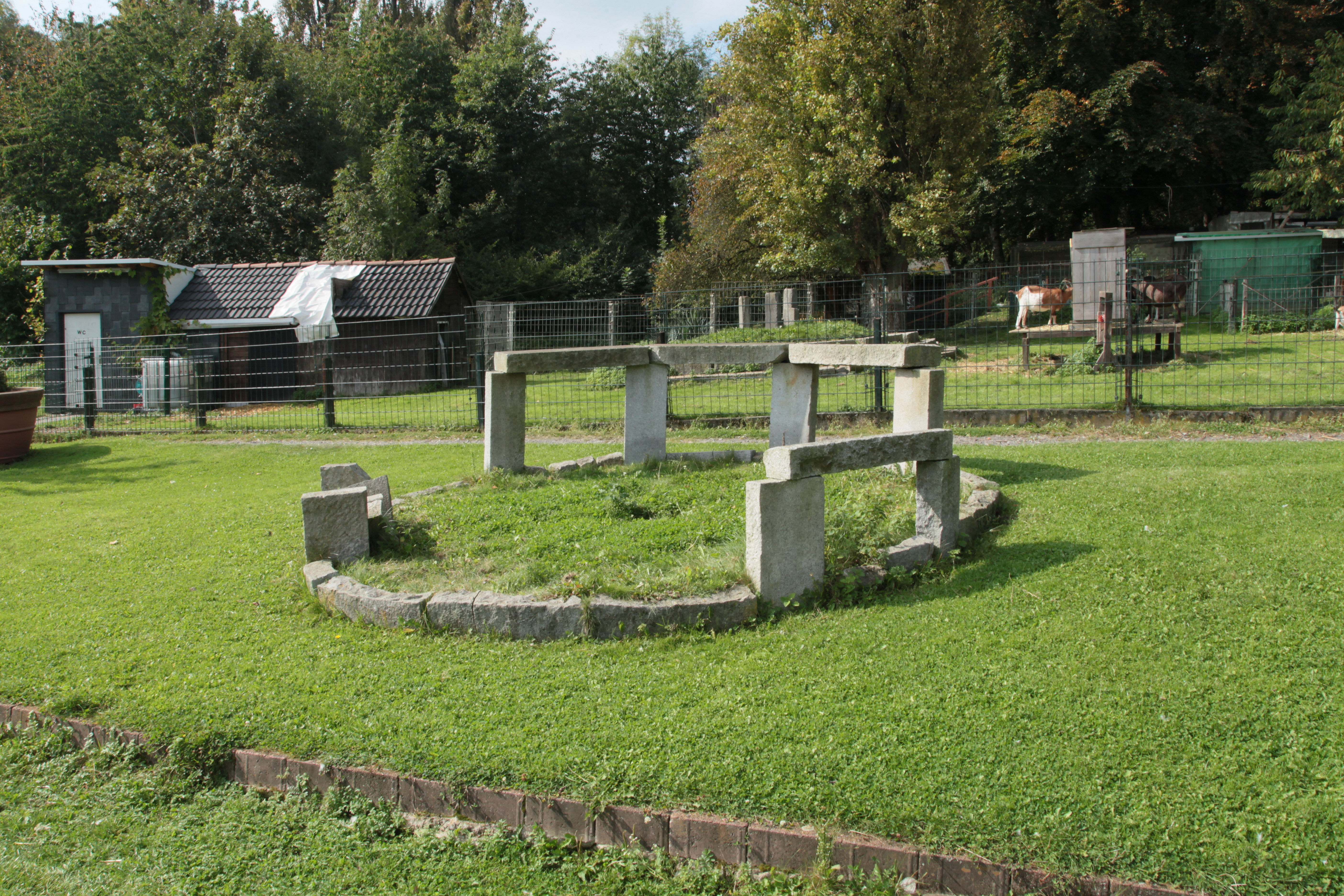
Teil des Wildgeheges

Das Wildgehege Schonnebeck war ein Wildpark an der Matthias-Erzberger-Straße 42 im Stadtteil Schonnebeck im Nordosten der Stadt Essen.

## Gehege
Das Wildgehege, dem eine Kleintierhaltung angeschlossen war, wurde ehrenamtlich betrieben und gemeinnützig durch einen Förderverein getragen.
Zu den knapp 50 Tieren zählten Esel, Ziegen, Hängebauchschweine, Frettchen, Kaninchen, Laufenten und Gänse.
Ende Juni 2019 musste das Damhirsch-Gehege auf Anordnung des Veterinäramtes geschlossen werden. Teile des Damwilds wurden im Dezember 2019 geschossen. Das Gelände ist im September 2020 verlassen und verwildert.